# Ocalaria macrops
Ocalaria macrops är en fjärilsart som beskrevs av Felder. Ocalaria macrops ingår i släktet Ocalaria och familjen nattflyn. Inga underarter finns listade i Catalogue of Life.